# Urskogsfly
Urskogsfly, Xestia sincera, är en fjärilsart som först beskrevs av Herrich-Schäffer 1851. Urskogsfly ingår i släktet Xestia, och familjen nattflyn, Noctuidae.  Enligt den svenska rödlistan är arten starkt hotad, EN i Sverige.  Enligt den finländska rödlistan är arten Sårbar, VU, i Finland. Världsutredningen sträcker sig från Skandinavien till åtminstone Koreahalvön. I Sverige förekommer arten sällsynt från Småland till Norrbotten och saknas i de sydliga kustlandskapen, i Lappland och i Västerbotten. I Finland förekommer arten väletablerat men sällsynt i nästan hela landet. Det är bara på Åland, i Egentliga Finland och nordligaste Lappland som arten saknas helt. Artens livsmiljö är naturmoskogar. Inga underarter finns listade i Catalogue of Life.